# Ludvig Josephson (född 1963)
För dramatikern på 1800-talet, se Ludvig Josephson (1832–1899) (tillika farfars farfars bror)
David Ludvig Josephson, född 2 juni 1963 i Danderyds församling i Stockholms län, är en svensk teaterregissör, dramatiker, radioproducent och dramaturg. 
Ludvig Josephson är del av en stor kultursläkt som son till Erland Josephson och Kristina Adolphson. Han är utbildad vid Dramatiska Institutets radio-linje och har sedan 1994 främst varit verksam vid Sveriges Radio som regissör, producent och dramatiker vid Radioteatern. Där har han regisserat ett drygt femtiotal produktioner, egna verk och dramatiserade litterära klassiker inom en mängd olika genrer, däribland En dag i Ivan Denisovitjs liv av Alexander Solsjenitsyn, Ringaren i Notre Dame och Skrattmänniskan av Victor Hugo, När skruven dras åt av Henry James, Carmilla av Sheridan Le Fanu. Bland egna verk återfinns Utvecklingssamtalet, Besöket, Flaskan i huvet och skilsmässodramat Separationen.
Han har även verkat som dramaturg vid bland annat Uppsala och Stockholms stadsteatrar och undervisar skådespelare i radiomediet vid framför allt Stockholms dramatiska högskola och TeaterAlliansen. Han har varit producent för ett stort antal program i Sveriges Radios Sommar och var själv sommarvärd 1996 och 1998, samt bistod 2007 sin far som samtalspartner och producent för deras Sommar-program.
Ludvig Josephson var åren runt 1990 sambo med Gunilla Hammar (född Hallberg 1952) och har med henne en dotter (född 1987) och en son (född 1990). Han är sedan 2005 gift med Anne Kalmering och har med henne två döttrar (födda 1998 respektive 2003), av vilka den yngre är Rebecka Josephson. Han är bror till Fanny Josephson, halvbror till bland andra Charlotta Larsson och kusin med Linus Eklund Adolphson.